# واکن (شلسویگ-هولشتاین)
واکن (به آلمانی: Wacken) یک شهر در آلمان است که در Schenefeld واقع شده‌است. واکن ۱٬۸۵۰ نفر جمعیت دارد.